# Тарновский, Адам

Герб рода Тарновских — Лелива

Адам Тарновский фон Тарнов (4 марта 1866 — 10 октября 1946, нем. и пол. Adam Tarnowski von Tarnów) — австро-венгерский дипломат, граф. Посол Австро-Венгрии в Болгарии (1911—1916), в 1916 был назначен послом в США, но не вручил верительные грамоты главе принимающего государства и не смог официально вступить в должность.

## Жизнь и карьера
Родился в Кракове, принадлежал к старинному польскому роду графов Тарновских. В 1901 году женился на княжне Марии Святополк-Четвертинской (1880—1965).
С 1897 года — на австро-венгерской дипломатической службе. В 1899 году причислен к посольству в США, в 1901 году переведён в посольство во Франции. В 1907 году назначен консулом в Мадриде, в 1909 году переведён в Лондон.
С 30 апреля 1911 года — посол в Болгарии. После начала I мировой войны сыграл значительную роль в присоединении этой страны к блоку Центральных держав (октябрь 1915).
В ноябре 1916 посол Австро-Венгрии в США Константин Думба был объявлен persona non grata и австро-венгерское правительство приняло решение заменить его на графа Тарновского, который считался одним из наиболее опытных дипломатов.
Граф Тарновский прибыл в Вашингтон лишь 31 января 1917 года — установившая морскую блокаду Центральных держав Антанта некоторое время отказывалась пропустить его к месту службы. 8 апреля 1917 Соединённые Штаты объявили войну Германии. Австро-Венгрия разорвала с США дипломатические отношения и посольство во главе с Тарновским покинуло пределы этой страны. 4 мая дипломаты и обслуживающий персонал вернулись на родину. Несмотря на разрыв дипотношений, война между Соединёнными Штатами и Австро-Венгрией официально началась лишь в декабре 1917.
В 1917 году рассматривалась возможность назначения графа Тарновского послом в Швеции. Однако, в связи с острыми политическими событиями в Польше (ещё 5 ноября 1916 на территории оккупированного Германией Царства Польского было провозглашено Регентское польское королевство), он не занял этот пост. В сентябре 1917 кандидатура Тарновского рассматривалась в качестве члена Регентского совета, затем — первого премьер-министра Польши. Назначения не состоялись по настоянию Германии, которая подозревала его в проавстрийских симпатиях.
После окончания войны граф Тарновский удалился со службы. Его сын, также Адам был министром иностранных дел базировавшегося в Лондоне польского правительства в изгнании во время Второй мировой войны.
Умер в Лозанне 10 октября 1946 года.